# Andrea da Burgio
Andrea da Burgio (světským jménem: Nicolò Sciortino; 10. září 1705 Burgio – 16. června 1772Palermo) byl italský řeholník Řádu menších bratří kapucínů a misionář.

## Život
Narodil se 10. září 1705 v Burgiu jako syn Domenica Sciortina a Ninfy Colletti. 
Od dětství projevoval zvláštní sklony k řeholnímu životu a často se uchyloval k pokání.
Dne 30. srpna 1734 přijal svátost biřmování ve vesnici Villafranca Sicula a později vstoupil do Bratrstva Nejsvětější svátosti. Brzy přišel o rodiče a sourozence s výjimkou sestry Eufrasiny, která se vdala do Villafrancy. Nějaký čas žil u své sestry, dokud se jejich vztah nezhoršil. 
Jeho rodina se ho ve skutečnosti snažila odradit od vstupu do řeholního života a pokoušela se mu zařídit sňatek s dcerou Marca Antonia Truncaliho, který byl bohatého původu. Navzdory tomu opakovaně odmítal návrhy své sestry a švagra, protože byl stále více odhodlán zasvětit svůj život Bohu.
Vstoupil do kapucínského kláštera Monte San Giuliano v Erice. Přijal řeholní jméno Andrea da Burgio (česky: Ondřej z Burgia). Po složení řeholních slibů vykonával intenzivní apoštolát na Sicílii i v Africe, zejména v Kongu a Angole. Roku 1662 odešel do kláštera v Palermu.
Zemřel 16. června 1772 ve stejné mnišské cele, kde zemřel také svatý Bernardo da Corleone.

## Proces svatořečení
Proces byl zahájen 21. srpna 1835 v arcidiecézi Agrigento. Dne 9. února 1873 uznal papež Pius IX. jeho hrdinské ctnosti.